# Bei Kerzenlicht
Bei Kerzenlicht ist eine US-amerikanische Filmkomödie aus dem Jahr 1933 von James Whale mit Elissa Landi und Paul Lukas in den Hauptrollen. Der Pre-Code-Film wurde von Universal Pictures produziert und basiert auf dem Bühnenstück Kleine Komödie von Siegfried Geyer.

## Handlung
Josef, der Butler von Prinz Alfred von Rommer, hilft dem Prinzen bei seinen Verführungen und studiert dessen Techniken sowie die Memoiren von Giacomo Casanova sorgfältig. Eine der Lieblingstaktiken des Prinzen ist, dass Josef das Licht ausschaltet und so tut, als sei der Strom ausgefallen, damit der Liebesakt im sanfteren Licht der Kerzen weitergehen kann. Die Affäre des Prinzen mit der Frau eines anderen Mannes führt den Prinzen von Wien nach Monte Carlo. Josef reist voraus, um die Villa dort zu zurechtzumachen. Im Zug trifft er Marie, die in jeder Hinsicht wie eine Dame aussieht, außer wenn ihre Sprache gelegentlich eine gewisse Lässigkeit verrät, wenn sie nicht aufpasst. Marie verwechselt Josef mit dem Prinzen, weil sein Gepäck ein königliches Wappen trägt. Sie flirten im Zug, aber Marie läuft weg, bevor Josef herausfinden kann, wo sie wohnt. 
Eines Nachts, als der Prinz ankündigt, dass er den Abend außer Haus verbringen wird, telefoniert Josef überall hin, bis er Marie findet und sie sich bereit erklärt, ihn in der Villa zu treffen. Josef ist gerade dabei, einige der Zeilen des Prinzen an ihr zu üben, als der Prinz unerwartet zurückkehrt. Prinz Alfred spielt bei der Maskerade mit und gibt sich als Butler aus, sehr zu Josefs Bestürzung. Der Prinz erkennt, dass Marie nicht die Dame ist, für die sie sich ausgibt, doch bevor Josef ihr Geheimnis entdeckt, rennt sie weg und lässt einen Stöckelschuh zurück. Marie ist in Wirklichkeit ein Dienstmädchen im Haus des Grafen und der Gräfin von Rischenheim. Durch Zufall ist sie mit dem Zigarettenetui des Prinzen in ihrer Tasche weggegangen, das eigentlich der Gräfin gehört. Als der Graf es findet, verdächtigt er seine Frau sofort, eine Affäre mit dem Prinzen zu haben. 
Marie kehrt in die Villa zurück, um den fehlenden Schuh zu finden. Während sie dort ist, bittet Josef sie, das Zigarettenetui zurückzugeben, und Marie gibt zu, dass es weg ist. Der Graf erscheint mit dem Etui in der Hand und verlangt, den Prinzen zu sehen, und Maries Verkleidung wird durchschaut. Joseph gesteht, dass er nur der Butler ist. Als der Prinz und die Gräfin in der Villa ankommen, flieht Marie erneut, kehrt aber bald zurück und verspricht Josef, ihn zu heiraten.

## Hintergrund
Gedreht wurde der Film ab dem 21. Oktober 1933 in den Universal-Studios in Universal City.
Die Presse berichtete, dass Adolphe Menjou sich bereit erklärt hatte, eine Rolle in dem Film zu spielen. Universal wollte, dass Joan Bennett an seiner Seite spielt. Sowohl Laurence Olivier als auch John Boles wurden für die Hauptrolle in Betracht gezogen. James Whale ersetzte Robert Wyler, der aus gesundheitlichen Gründen einen kurzen Urlaub nahm, nachdem der Film etwa zehn Tage lang in Produktion war.
Charles D. Hall oblag die künstlerische Leitung. Verantwortlicher Toningenieur war Gilbert Kurland. William J. Reiter arbeitete als Regieassistent.

## Veröffentlichung
Die Premiere des Films fand am 18. Dezember 1933 statt. In Österreich kam er am 25. März 1934 in die Kinos.

## Kritiken
Die zeitgenössische Kritik sah den Film positiv. Mordaunt Hall von der The New York Times befand, der Film biete eine angenehm amüsante Abwechslung. Er sei oberflächlich und stellenweise etwas offensichtlich, aber seine kleine Intrige werde von James Whale und anderen mit bewundernswerter Schlauheit dargelegt. Die Variety beschrieb den Film als netten kleinen Klassiker. Whales Regue sei geschickt und zuverlässig, er mache seine Punkte intelligent, jedoch nicht zu kräftig, gerade so, wie es sich für die delikate Natur der gesamten Struktur gezieme. Hinzu komme die sehr effektive Musik von W. Franke Harding.
Auch in der modernen Kritik wird der Film positiv aufgenommen. Dave Kehr schrieb im Stadtmagazin Chicago Reader, anspruchsvolle Komödien, nicht Horror, waren wahrscheinlich Whales wahre Stärke, aber seine Arbeit im leichteren Genre werde selten wiederbelebt, was diese Rarität von 1934 eine nähere Betrachtung wert mache. Für Jim Hoberman vom Wochenmagazin The Village Voice ist der Film eine unbeschwerte Farce aus der Zeit vor dem Hays Code, die auf Klassenprivilegien und Identitätsverwechslungen basiere. Wo ein Ernst Lubitsch lässig sein würde, verzerre Whale die Handlung in Richtung Hysterie.